# Marius Rogin
Marius Rogin (n. 16 august 1964, orașul Buhuși, județul Bacău) este un politician român, membru al Parlamentului României în legislaturile 2004-2008 și 2008-2012, ales pe listele PD, care a devenit PD-L. În legislatura 2004-2008, Marius Rogin a fost membru în grupurile parlamentare de prietenie cu Republica Macedonia, Republica Croația, Republica Lituania, Republica Cehă și Regatul Suediei. În legislatura 2008-2012, Marius Rodin a fost membru în grupurile parlamentare de prietenie cu Republica Coreea și Regatul Norvegiei.